# Козловское городское поселение
Козло́вское городско́е поселе́ние (чув. Куславкка хула тӑрӑхӗ) — муниципальное образование в Козловском районе Чувашской Республики Российской Федерации.
Административный центр — город Козловка.

## История
Статус и границы городского поселения установлены Законом Чувашской Республики от 24 ноября 2004 года № 37 «Об установлении границ муниципальных образований Чувашской Республики и наделении их статусом городского, сельского поселения, муниципального района и городского округа».

## Население
| 2010   | 2012    | 2013  | 2014  | 2015  | 2016  | 2017  |
| ------ | ------- | ----- | ----- | ----- | ----- | ----- |
| 10 543 | ↘10 158 | ↘9902 | ↘9629 | ↘9517 | ↘9374 | ↘9239 |
| 2018   | 2019    | 2020  | 2021  |       |       |       |
| ↘9046  | ↘8858   | ↘8774 | ↘7899 |       |       |       |

## Состав городского поселения
| № | Населённый пункт | Тип населённого пункта        | Население |
| - | ---------------- | ----------------------------- | --------- |
| 1 | Верхний Курган   | деревня                       | ↘44       |
| 2 | Карцев-Починок   | деревня                       | ↗135      |
| 3 | Козловка         | город, административный центр | ↘7781     |
| 4 | Новородионовка   | деревня                       | ↗10       |